# Jean-Paul Rappeneau
Pour les articles homonymes, voir Rappeneau.
Jean-Paul Rappeneau, né le 8 avril 1932 à Auxerre (Yonne), est un réalisateur et scénariste français.
Il n'a réalisé au cours de sa carrière que huit longs métrages car il consacre beaucoup de temps à l'écriture de chacun de ses scénarios.

## Biographie

### Carrière
Jean-Paul Rappeneau commence sa carrière comme assistant réalisateur et scénariste. Il participe notamment à l'écriture des scénarios de Zazie dans le métro (1960) et Vie privée (1961) de Louis Malle et de L'Homme de Rio (1964) de Philippe de Broca.
Après La Vie de château (1966), premier long métrage qui lui vaut un succès d'estime, ses films rencontrent l'adhésion du public : Les Mariés de l'an II (1971) avec Jean-Paul Belmondo, Marlène Jobert et Laura Antonelli, Le Sauvage (1975) avec Yves Montand et Catherine Deneuve, et Tout feu, tout flamme (1982) avec Yves Montand et Isabelle Adjani dépassent chacun les 2 millions d'entrées en France. En 1990, il réalise Cyrano de Bergerac, adaptation de la pièce de théâtre du même nom d'Edmond Rostand, avec Gérard Depardieu en vedette. Le film coécrit avec Jean-Claude Carrière remporte un énorme succès critique et populaire, avec plus de 4 millions d'entrées.
En 2017, Jean-Paul Rappeneau préside le jury du 9e Festival international du film policier de Beaune.
Il est par ailleurs vice-président de la Cinémathèque française, après Costa-Gavras.

### Vie privée
Jean-Paul Rappeneau est le frère aîné de la réalisatrice Élisabeth Rappeneau (1940-2020).
Il est aussi le père du réalisateur et scénariste Julien Rappeneau (né en 1971) et du musicien Martin Rappeneau (né en 1976), nés de son union avec Claude-Lise Cornely, qu'il a épousée en 1971.

## Filmographie

### Réalisateur
- 1958 : Chronique provinciale (court métrage)
- 1966 : La Vie de château
- 1971 : Les Mariés de l'an II
- 1975 : Le Sauvage
- 1982 : Tout feu, tout flamme
- 1990 : Cyrano de Bergerac
- 1995 : Le Hussard sur le toit
- 2003 : Bon voyage
- 2015 : Belles Familles

### Scénariste

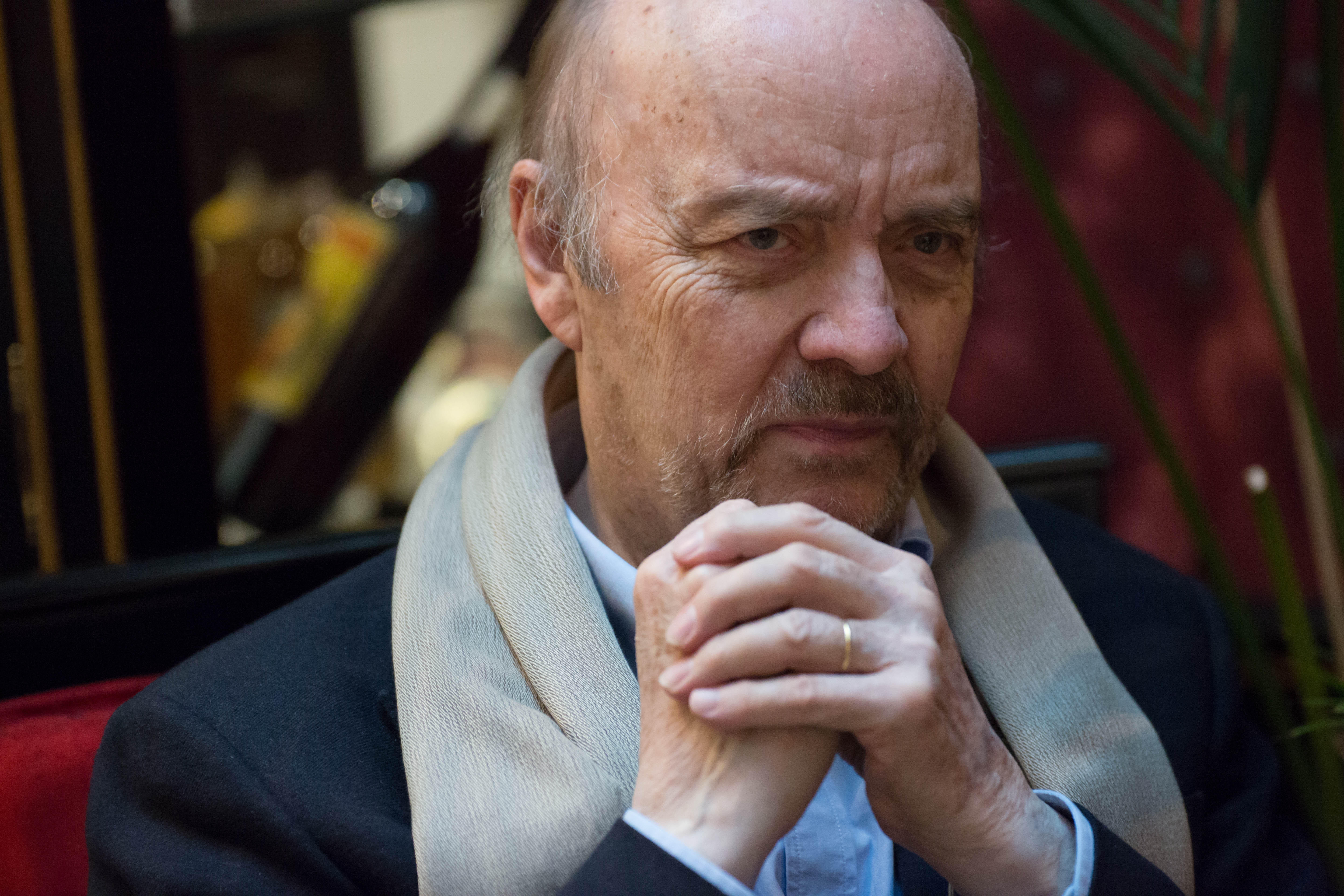
Jean-Paul Rappeneau à Toulouse, en 2015, dans le cadre d'une conférence de presse au sujet de son film Belles Familles.

- 1959 : Signé Arsène Lupin d'Yves Robert (écrit avec Diego Fabbri et Yves Robert, d'après une nouvelle de Maurice Leblanc)
- 1960 : Zazie dans le métro de Louis Malle (écrit avec Louis Malle, d'après le roman du même nom de Raymond Queneau)
- 1962 : Le Combat dans l'île  d'Alain Cavalier (écrit avec Alain Cavalier)
- 1962 : Vie privée de Louis Malle (écrit avec Louis Malle)
- 1964 : L'Homme de Rio de Philippe de Broca (écrit avec Daniel Boulanger, Philippe de Broca et Ariane Mnouchkine)
- 1965 : La Fabuleuse Aventure de Marco Polo de Noël Howard et Denys de La Patellière (écrit avec Noël Howard, Denys de La Patellière, Raoul Lévy et Jacques Rémy)
- 1965 : Les Survivants de Dominique Genee (écrit avec Pierre Boileau et Thomas Narcejac) (série télévisée)
- 1966 : La Vie de château (écrit avec Alain Cavalier, Claude Sautet et Daniel Boulanger)
- 1971 : Les Mariés de l'an II (écrit avec Daniel Boulanger, Maurice Clavel et Claude Sautet)
- 1973 : Le Magnifique de Philippe de Broca (écrit avec Philippe de Broca, Vittorio Caprioli et Francis Veber)
- 1975 : Le Sauvage (écrit avec Jean-Loup Dabadie et Élisabeth Rappeneau)
- 1982 : Tout feu, tout flamme (écrit avec Joyce Buñuel et Élisabeth Rappeneau)
- 1990 : Cyrano de Bergerac (écrit avec Jean-Claude Carrière, d'après la pièce de théâtre du même nom d'Edmond Rostand)
- 1995 : Le Hussard sur le toit (écrit avec Jean-Claude Carrière et Nina Companeez, d'après le roman du même nom de Jean Giono)
- 2003 : Bon voyage (écrit avec Gilles Marchand, Patrick Modiano, Julien Rappeneau et Jérôme Tonnerre)
- 2015 : Belles Familles (écrit avec Philippe Le Guay et Julien Rappeneau)

### Assistant réalisateur
- 1955 : Les Fruits de l'été de Raymond Bernard

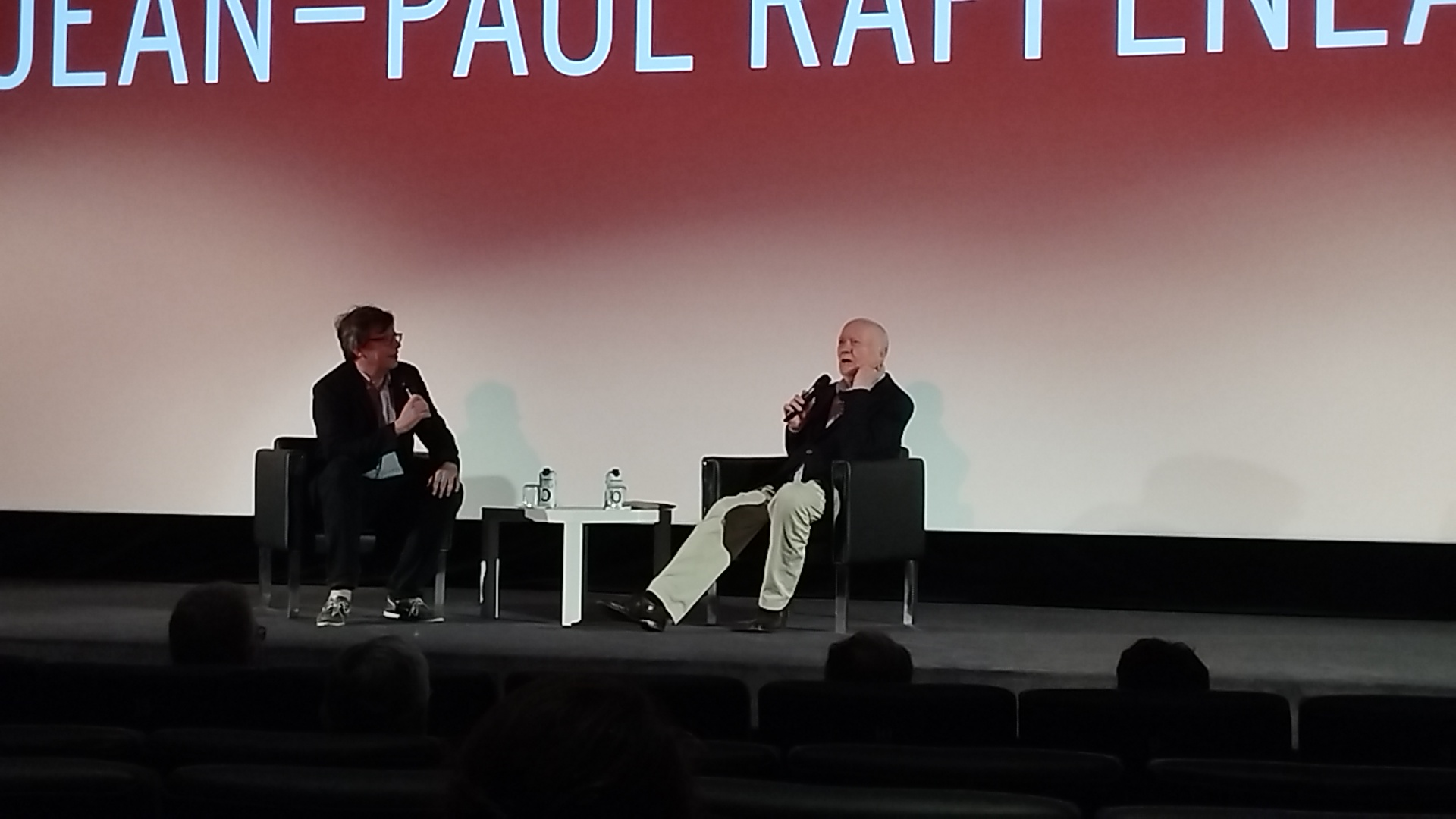
Philippe Rouyer et Jean-Paul Rappeneau présentant Cyrano de Bergerac aux Publicis Cinémas en juin 2022.

- 1956 : Les Biens de ce monde d'Édouard Molinaro (court métrage)
- 1957 : Les Suspects de Jean Dréville
- 1957 : 6 mois plus tard de René Lucot (court métrage sur la formation professionnelle)
- 1957 : Appelez le 17 d'Édouard Molinaro (court métrage)

## Distinctions
- Prix Louis-Delluc 1966 : pour La Vie de château
- Césars 1976 : nomination au César du meilleur réalisateur pour Le Sauvage
- National Board of Review Award du meilleur film étranger en 1990 pour Cyrano de Bergerac
- Festival de Toronto 1990 : Prix du Public pour Cyrano de Bergerac
- European Film Awards 1990 : nomination au Film européen de l'année pour Cyrano de Bergerac
- Césars 1991 : César du meilleur film et  César du meilleur réalisateur pour Cyrano de Bergerac
- Césars 1991 : nomination au César du meilleur scénario original ou adaptation pour Cyrano de Bergerac
- David di Donatello 1991 : meilleur film étranger pour Cyrano de Bergerac
- Golden Globes 1991 : Golden Globe du meilleur film étranger pour Cyrano de Bergerac
- Oscars 1991 : nomination à l'Oscar du meilleur film étranger pour Cyrano de Bergerac
- Bafta 1992 : nomination au British Academy Film Award du meilleur film étranger et au BAFA du meilleur scénario pour Cyrano de Bergerac
- César des César pour le vingtième anniversaire de la cérémonie en 1995 pour Cyrano de Bergerac
- Césars 1996 : nomination au César du meilleur réalisateur pour Le Hussard sur le toit
- Césars 2004 : nomination au César du meilleur film et au César du meilleur réalisateur pour Bon voyage
- Officier de l'ordre national du Mérite (1996)[2]
- Officier de la Légion d'honneur (2003, chevalier en 1991)[3]
- Grand Prix de la SACD 2015